# APOLLO (大江千里のアルバム)
『APOLLO』（アポロ）は、大江千里の9枚目のオリジナル・アルバムである。1990年9月21日にEPIC/SONY RECORDSから発売された。規格品番はESCB 1091。

## 解説
全曲ニューヨークでレコーディングが行われ、本作のアートワークもニューヨークで撮影された。ジャケットはニューヨークの都心のビル街に顔が影で隠れている大江の姿、裏ジャケットは地下鉄のドアの窓からおどけた表情を見せる大江の姿、ブックレットの最終頁には叢から空を見上げる大江の姿が掲載されている。
1990年10月1日付のオリコン週間アルバムチャートで、自身初の首位を獲得。大江にとってシングル・アルバム・ビデオ含め唯一のオリコン1位獲得作品となった。
2019年5月20日に本作と『redmonkey yellowfish』『HOMME』『六甲おろしふいた』のデジタル・リマスター盤をまとめたボックス・セット『Senri Premium II〜MY GLORY DAYS 1989-1992』が発売された。

## 収録曲
| 全作詞・作曲: 大江千里、全編曲: 清水信之（特記以外）。 |                            |          |            |      |
| #                                                      | タイトル                   | 作詞     | 作曲・編曲 | 時間 |
| 1.                                                     | 「APOLLO」                 | 大江千里 | 大江千里   | 4:01 |
| 2.                                                     | 「たわわの果実」           | 大江千里 | 大江千里   | 3:19 |
| 3.                                                     | 「BAY BOAT STORY」         | 大江千里 | 大江千里   | 4:41 |
| 4.                                                     | 「舞子VILLA Beach」        | 大江千里 | 大江千里   | 5:23 |
| 5.                                                     | 「あなたは知らない」       | 大江千里 | 大江千里   | 3:51 |
| 6.                                                     | 「やっと気がついた」       | 大江千里 | 大江千里   | 3:20 |
| 7.                                                     | 「8年土産」                | 大江千里 | 大江千里   | 3:53 |
| 8.                                                     | 「竹林をぬけて」           | 大江千里 | 大江千里   | 4:27 |
| 9.                                                     | 「dear」                   | 大江千里 | 大江千里   | 4:32 |
| 10.                                                    | 「これから」(編曲: 西本明) | 大江千里 | 大江千里   | 5:03 |
| 11.                                                    | 「星空に歩けば」           | 大江千里 | 大江千里   | 3:58 |
| 合計時間:                                              | 合計時間:                  | 46:28    |            |      |

## 楽曲解説
1. APOLLO
先行シングルとしてリリースされた21stシングル。不二家「アメリカンバー」CM曲。
2. たわわの果実
19thシングル。カンテレ『さんまのまんま』テーマ曲。
3. BAY BOAT STORY
シングル『APOLLO』のカップリング曲、フジテレビ『やまだかつてないテレビ』挿入歌。
4. 舞子VILLA Beach
歌詞は、恋愛初期の瑞々しさを描いたもの[2]。
5. あなたは知らない
6. やっと気がついた
ポップなロックンロール調の楽曲[4]。
7. 8年土産
8. 竹林をぬけて
9. dear
20thシングル。SUZUKI「カルタス」CM曲。カップリング曲『million kiss』は未収録。
10. これから
1988年発売15thシングル。アルバム初収録。
11. 星空に歩けば
今作発売後に発売した22ndシングル『あいたい』のカップリングに収録、ベスト・アルバム『2000 JOE』にも収録。

## ミュージシャン
- 清水信之: Electronics & all instruments
- Steve Ferrone: Drums
- Eddie Martinez: Guitar
- 松浦善博: Guitar
- Lew Soloff: Trumpet
- George Young: Saxophone
- Gene Orloff: Concert Master
- Carlos Franzwtti: Conductor
- Artie Smith: Drums Technician
- Barbara Markey: Copyist
- 田端元: Synthesizer Operation
- 松原正樹: Guitar（#10）
- 美久月千晴: Bass（#10）
- 吉川忠英: Acoustic Guitar（#10）
- 江口信夫: Drums（#10）
- 浜口茂外也: Percussion（#10）
- 西本明: Keyboards（#10）